# Mistrzostwa Polski w Kombinacji Norweskiej 1926
Mistrzostwa Polski w Kombinacji Norweskiej 1926 – 7. w historii zawody o mistrzostwo Polski w kombinacji norweskiej, które odbyły się 6 i 7 marca 1926 roku w Zakopanem.
W zawodach, oprócz Polaków, wystartowali również obcokrajowcy. W międzynarodowej rywalizacji najlepszy okazał się František Wende z Czechosłowacji, drugi był Austriak Hans Rattay, a trzeci Polak Andrzej Krzeptowski I. W mistrzostwach Polski komplet medali zdobywali zawodnicy z zakopiańskich klubów – Sokoła (złoto i srebro) i SNPTT (brąz). Pierwszy był Andrzej Krzeptowski I, drugi Józef Bujak, a trzeci Henryk Mückenbrunn.

## Wyniki konkursu
Źródła:
| Miejsce | Miejsce | Zawodnik              | Klub/Kraj      | Punkty |
| Open    | MP      | Zawodnik              | Klub/Kraj      | Punkty |
| ------- | ------- | --------------------- | -------------- | ------ |
| 1.      | –       | František Wende       | Czechosłowacja | 18,39  |
| 2.      | –       | Hans Rattay           | Austria        | 17,74  |
| 3.      | 1.      | Andrzej Krzeptowski I | Sokół Zakopane | 16,770 |
| 4.      | 2.      | Józef Bujak           | Sokół Zakopane | 16,542 |
| 5.      | 3.      | Henryk Mückenbrunn    | SNPTT Zakopane | 16,317 |
| 6.      | –       | Otakar Německý        | Czechosłowacja | 15,69  |
| 7.      | 4.      | Szczepan Witkowski    | Czarni Lwów    | 14,876 |
| 8.      | 5.      | Władysław Żytkowicz   | SNPTT Zakopane | 14,875 |
| 9.      | 6.      | Franciszek Bujak      | SNPTT Zakopane | 14,864 |
| 10.     | 7.      | Władysław Gąsienica   | SNPTT Zakopane | 14,823 |
| 11.     | –       | Josef Bím             | Czechosłowacja | 14,25  |
| 12.     | 8.      | Stanisław Motyka      | SNPTT Zakopane | 13,177 |